# Comuna Davîdkî, Korosten
Davîdkî (în ucraineană Давидківська сільська рада) este o comună în raionul Korosten, regiunea Jîtomîr, Ucraina, formată din satele Davîdkî (reședința), Drujbivka și Vîden.

## Demografie
Componența lingvistică a comunei Davîdkî
     Ucraineană (97,76%)
     Rusă (1,57%)
     Alte limbi (0,67%)
Conform recensământului din 2001, majoritatea populației comunei Davîdkî era vorbitoare de ucraineană (97,76%), existând în minoritate și vorbitori de rusă (1,57%).